# وجه (هندسة)

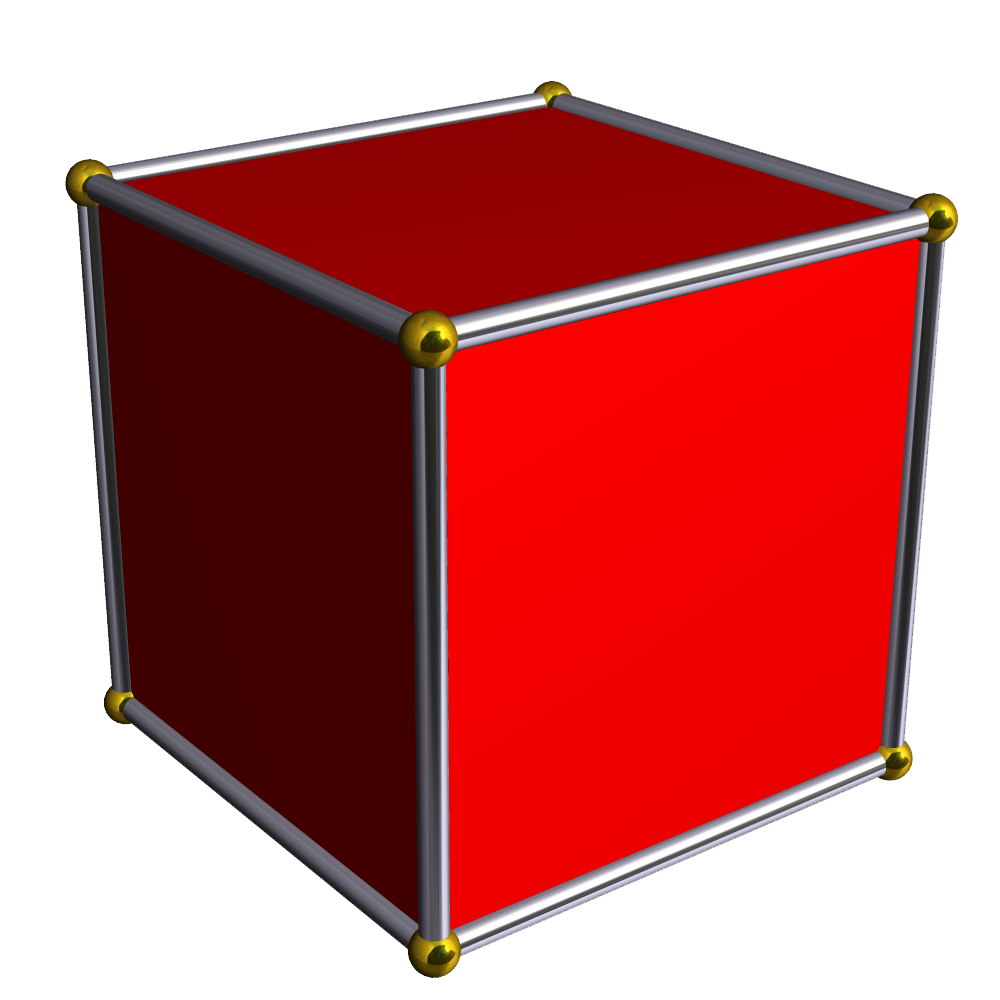
مكعب له كل ثلاثة أوجه مربعة تشترك بنقطة هندسية

في الهندسة الرياضية، يطلق اسم وجه لشكل متعدد الوجوه على أي مضلع يشكل جزءاً من سطح الجسم.
جنبا إلى جنب مع الرؤوس والحروف، الأوجه هي عناصر رئيسية لمتعدد الوجوه.

## أمثلة
- أي مربع على سطح المكعب هو وجه للمكعب.
- أي مستطيل على سطح متوازي المستطيلات هو وجه لمتوازي المستطيلات.
- أي مثلث من سطح الهرم هو وجه لهذا الهرم.